# أولاد سليمان (أولاد علي أولاد عبد السميع)
أولاد سليمان هو دُوَّار يقع بجماعة أفسو، إقليم الناظور، جهة الشرق في المملكة المغربية. ينتمي الدوّار لمشيخة أولاد علي أولاد عبد السميع التي تضم 5 دواوير. يقدر عدد سكانه بـ 580 نسمة حسب الإحصاء الرسمي للسكان والسكنى لسنة 2004.

## روابط خارجية
- البوابة الوطنية للجماعات الترابية
- المندوبية السامية للتخطيط